# Геретсрід (Швабія)
Геретсрід (нім. Heretsried) — громада в Німеччині, знаходиться в землі Баварія. Підпорядковується адміністративному округу Швабія. Входить до складу району Аугсбург. Складова частина об'єднання громад Вельден.
Площа — 17,31 км2. Населення становить 1005 ос. (станом на 31 грудня 2020).